# Tappahannock

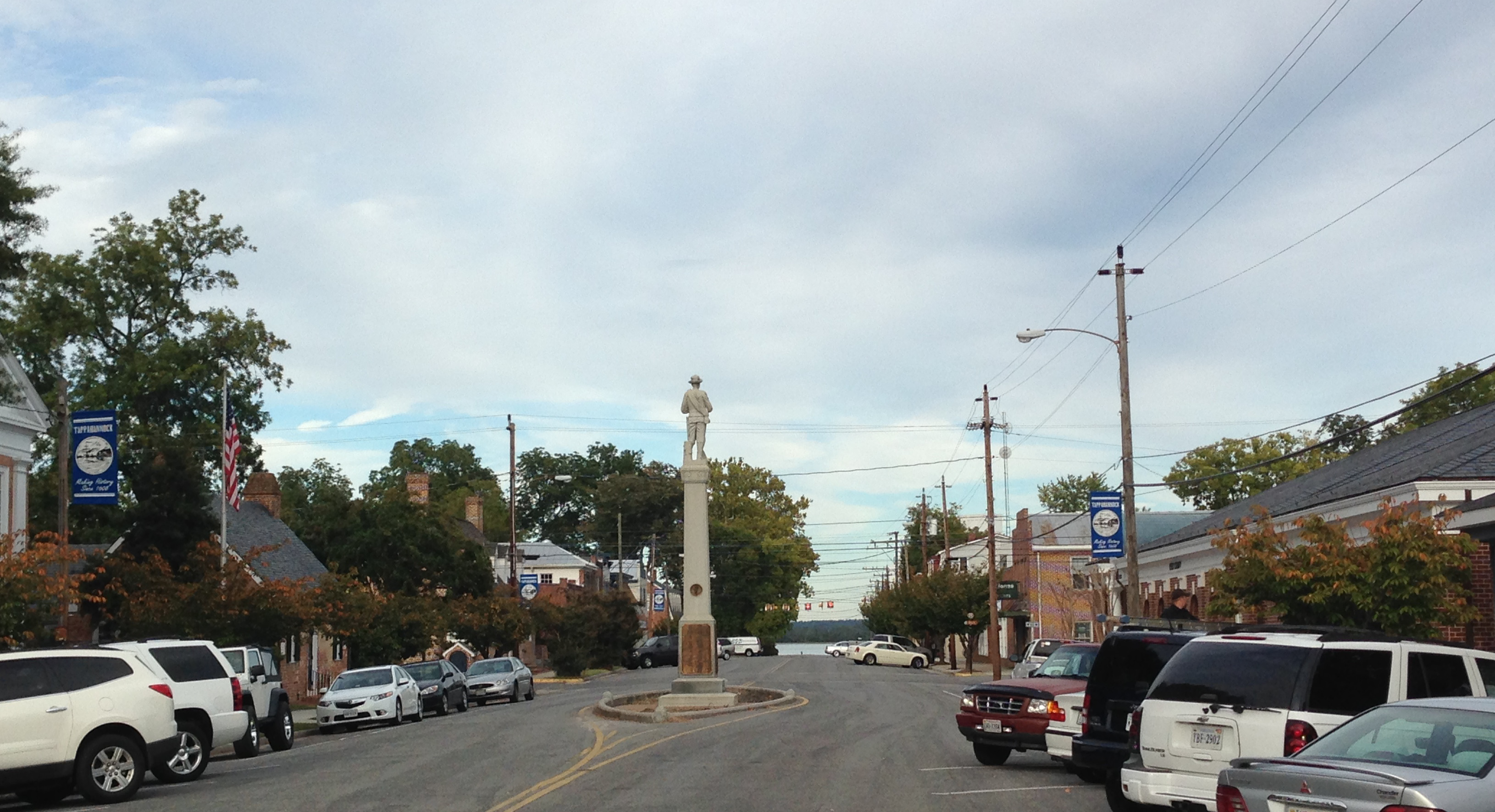
Oude centrum van Tappahannock

Tappahannock is een plaats (town) in de Amerikaanse staat Virginia, en valt bestuurlijk gezien onder Essex County.

## Demografie
Bij de volkstelling in 2000 werd het aantal inwoners vastgesteld op 2068.
In 2006 is het aantal inwoners door het United States Census Bureau geschat op 2155, een stijging van 87 (4.2%).

## Geografie
Volgens het United States Census Bureau beslaat de plaats een oppervlakte van
6,9 km², waarvan 6,7 km² land en 0,2 km² water. Tappahannock ligt op ongeveer 7 m boven zeeniveau.

## Plaatsen in de nabije omgeving
De onderstaande figuur toont nabijgelegen plaatsen in een straal van 40 km rond Tappahannock.